# 샤르 코드로 FC
샤르 코드로 FC(페르시아어: باشگاه فوتبال شهرخودرو)은 이란 이스파한을 연고로 하는 축구 클럽이다.

## 우승 기록

#### 국내
- 이란 축구 2부 리그

우승 (1): 1995-96
- 하즈피 컵

우승 (2): 2002-03, 2008-09

## 역대 감독
| 감독                 | 임기        |
| -------------------- | ----------- |
| 메흐디 라흐마티      | 2020 ~ 2021 |
| 다부드 세예드 압바시 | 2021 ~ 2022 |